# Francisco Peña Romero
Francisco Peña Romero, genannt Paco Peña, (* 25. Juli 1978 in Jerez de los Caballeros) ist ein spanischer Fußballspieler, der bei Hércules Alicante in der spanischen Segunda División spielt.

## Spielerkarriere

### Die Anfänge
Paco Peña startete seine Karriere als Fußballer beim FC Jerez, wo er von 1997 bis 1999 spielte. Anschließend wechselte er in die Segunda División, wo er insgesamt drei Jahre lang für Levante UD spielte. In den ersten beiden Jahren hielt sich die Mannschaft jeweils im Tabellenmittelfeld, in der Saison 2001/02 allerdings wäre Levante fast in die 3. Liga abgestiegen.

### Albacete
Aus diesem Grund ging Paco Peña 2002 zum Liga-Konkurrenten Albacete Balompié. Noch im selben Jahr stieg er mit seinem neuen Team in die erste Liga auf. Nach einer ersten guten Spielzeit folgte eine schwache Saison und somit der Abstieg nach nur zwei Jahren Erstklassigkeit. Nach dem Abstieg drohte Albacete in den Amateurfußball durchgereicht zu werden. Dies konnte gerade noch verhindert werden, für Paco Peña war die Zeit in Albacete damit aber wieder vorbei.

### Real Murcia
In der Saison 2006/07 ging er zum Zweitliga-Rivalen Real Murcia, mit dem er im ersten Anlauf den Aufstieg in Liga 1 erreichte.

## Erfolge
- 2002/03 – Aufstieg in Primera División mit Albacete Balompié
- 2006/07 – Aufstieg in Primera División mit Real Murcia